# 峰州
峰州，一作峯州，为越南历史的一个地名，位于今日富寿省境内。
峯州在鸿庞氏时期作为文郎国的都城。根据《大越史记全书》中记载的神话，貉龙君的妻子妪姬生下一百个孩子之后，貉龙君册封长子为第一代雄王，定都在峯州。前258年，文郎国被瓯貉国的安阳王所灭。
后来越南被并入中国领土，在南朝时期，当地为兴州之地。隋朝开皇十八年（598年），改兴州置峯州，治所在嘉宁县（今越南富寿省越池市东南）。大业二年（606年）废。唐朝武德四年（621年）复置。调露后属安南都护府。辖境相当今越南富寿省东南部和河内市西部。贞元七年（791年）升为都督府，兼管二十余羁縻州。
约从906年左右开始，交趾豪族曲家控制了当地政权，成为事实上的割据政权。938年白藤江之战后，交趾独立，峯州地入交趾。
峰州刺史
- 李被岸（782年）
- 王昇朝（828年）
- 路全交（854年）